# Dekstrin
Dekstrini su grupa ugljenih hidrata male molekulske težine koji se formiraju hidrolizom skroba ili glikogena. Dekstrini su smeše polimera D-glukoznih jedinica vezanih putem α-(1→4) ili α-(1→6) glikozidnih veza. 
Dekstrini se mogu formirati iz skroba koristeći enzime poput amilaza, do čega dolazi tokom varenja u ljudskom telu i tokom formiranja slada, ili putem primene suve toplote u kiseloj sredini (piroliza ili žarenje). Ovaj drugi proces ima industrijsku primenu. Do njega isto tako dolazi na površini hleba tokom pečenja, što doprinosi ukusu, boji, i krhkosti. Dekstrini proizvedeni toplotom su takođe poznati kao pirodekstrini'. Pri pečenju pod kiselim uslovima skrob se hidrolizuje i kratki delovi lanca delimično ponovo formiraju razgranate strukture putem α-(1,6) veza.
Dekstrini su beli, žuti, ili smeđi prahovi koji su delimično ili potpuno rastvorni u vodi. Oni proizvode optički aktivne rastvore niske viskoznosti. Oni se mogu detektovati pomoću jodnog rastvora, koji daje crveno obojenje.

## Spoljašnje veze
- EAFUS Архивирано на веб-сајту  (1. јул 2007)
- Dextrins на 